# 정옥주
정옥주(1962년 9월 11일 ~ )는 대한민국의 성우이다. 1983년 KBS 18기 공채 성우로 데뷔하였다.

## 주요 출연작품

### 애니메이션
- 고스트 바둑왕 (KBS) - 장정우 / 지영훈
- 금발의 제니 (MBC) - 빌
- 꼬마음악가 모차르트 (EBS) - 모차르트
- 내 친구 아서 (EBS) - 아서
- 니코의 세상 (EBS) - 니코
- 달의 요정 세일러문 (KBS) - 유리 (세일러 머큐리) / 코코 (세일러 새턴)
- 래피치와 요술장화 (EBS) - 래피치
- 레카 (EBS) - 잼잼
- 마법소녀 위치 (SBS) - 일마
- 마이크로맨 (KBS) - 바다 / 강찬과 또마의 엄마
- 무지개 요정 큐티하니 (SBS) - 세라
- 미스 스파이더와 개구쟁이들 (EBS) - 스쿼트
- 미이라 (KBS) - 야니
- 버키와 투투 (KBS) - 실버
- 베르사이유의 장미 (KBS) - 자르제 부인
- 사랑해 클리포드 (EBS) - 클리포드
- 삼국지 (KBS)
- 스타게이트 (EBS) - 크리다
- 신기한 스쿨버스 (EBS) - 아놀드
- 신나는 사이버 수학세상 (EBS) - 매트
- 요술쟁이 지니아저씨 (EBS) - 배즈
- 요술천사 피치 (MBC) - 릴리 (엔젤 릴리), 아프로디테
- 우정의 그라운드 (KBS) - 켄이치 어머니
- 우주용사 씽씽캅 (KBS) - 신기루
  - 슈퍼 씽씽캅 (KBS) - 도도
- 원피스 (KBS) - 타라
- 원피스 (애니원) - 토니토니 쵸파, 노지코
- 인조곤충 버그파이터 (KBS) - 민형진
- 전설의 용사 다간 (SBS) - 핑크
- 정글북 (KBS) - 모글리 엄마 / 쉬라 / 라라
- 크러시기어 (KBS) - 최고수
- 탑블레이드 V (SBS) - 케인
- 프리티 리듬 오로라 드림 (카툰네트워크) - 캣치
- 천사랑 (EBS) - 뚜리
- 하얀 물개 (EBS) - 엄마
- 행복배달부 팻 아저씨 (EBS) - 줄리안
- 학교유령 (투니버스) - 야구부매니저여학생

### 애니메이션 영화
- 곰이 되고 싶어요 (KBS) - 엄마곰
- 모모 (KBS) - 올빼미
- 유니코 (애니박스) - 꼬마 악마

### 극장용 애니메이션
- 또또와 유령친구들 - 애플
- 아기 거북 토토의 바다 대모험 - 나레이션
- 하얀 물개 - 엄마
- 미운 오리 새끼의 모험 - 어린 어글리
- 천년여우 여우비 - 김정욱
- 천재소년 지미 뉴트론 - 리디
- 추억은 방울방울 - 나나코
- 원피스 스탬피드 - 쵸파

### 외화

#### 드라마
- 그레이 아나토미(KBS2) - 에리카 한 (브룩 스미스)
- 리썰 웨폰 (KBS2) - 스윈튼 (캐리너 로귀)
- 마법사 멀린 (KBS2) - 메리 (이브 마일스)
- 토치우드 (KBS2) - 앨리스 (메어 위닝햄)
- 프로파일러 (SBS) - 엔젤 (에리카 짐펠)
- 우리친구 웨인 (EBS1) - 웨인 윌슨 (제프리 워커)
- 미즈 마블 - 나즈마 (님라 무차)

#### 영화
- 13일의 금요일 6 (KBS)
- 행복했던 여자 (KBS)
- 4차원의 포로 (SBS) - 파멜라(루이스 라덤/데브라 트로이어)
- 가위손 (KBS) - 에스머랄다(오-랜 존스)
- 고야의 유령 (KBS) - 여왕(마벨 리베라) / 로렌조의 아내
- 고인돌 가족 플린스톤 (KBS) - 베티 (로지 오도널)
- 그레이티스트 (KBS) - 앨런 동료 교수(제니퍼 엘)
- 그렘린 (SBS)
- 꼬마돼지 베이브 (KBS) - 하겟 부인 (마그다 즈밴스키)
- 낫씽 투 루즈 (KBS) - 테런스 부인
- 내겐 너무 멋진 서쪽나라 (KBS) - 여교장
- 노 맨스 랜드 (KBS) - 제인 리빙스턴 (캐트린 카트리지)
- 뉴욕 세 남자와 아기 (KBS)
- 늑대의 후예들 (KBS) - 마리안느 (에밀리 드켄)
- 닥터 T (KBS) - 페기 (로라 던)
- 대부 (KBS) - 안토니(안토니 고나리스) / 간호사(캐롤 몰리)
- 대부 2 (KBS) - 안토니(제임스 고나리스) / 간호사(캐롤 몰리)
- 댓 싱 유 두 (KBS) - 티나 (샤를리즈 테론)
- 더 원 (KBS) - 의사(애쉬린 기어) / 간호사(해리엇 샌섬 해리스)
- 돈벼락 맞은 사나이 (KBS) - 마키잭스 (로버트 타워스)
- 디디에 (SBS) - 아나벨 (캐럴라인 셀리에르)
- 디어 마이 베이비 (KBS) - 엄마
- 라 비 앙 로즈 (KBS) - 루이즈 (카트린 알레그레)
- 랜드 앤 프리덤 (KBS)
- 레이디스 앤 젠틀맨 (KBS)
- 레인저 스카우트 (KBS)
- 로보캅 3 (KBS) - 버타(CCH 파운더)
- 리틀 킹 (MBC) - 아론 (제시 브래드포드)
- 막을 올려라 (KBS) - 파피 (줄리 하거티)
- 매드 맥스 3 (KBS) - 제데다이어(브루스 스펜스)
- 머니 트레인 (KBS)
- 몬스터 볼 (KBS) - 루시(테일러 심슨) / 윌리(찰스 코완)
- 미믹 (KBS) - 츄이 (알렉산더 굿윈) / 레미 (알릭스 코롬제이)
- 밀리언즈 (KBS)
- 백 투 더 퓨처 (KBS) - TV 뉴스 방송(데보라 하몬)
- 백야 (KBS) - 스튜어디스(힐러리 드레이크) / 소련 여자
- 법외정 (KBS) - 은소병
- 베른의 기적 (SBS) - 마티아스 루반스키 (루이스 클람로스)
- 베토벤 2 (KBS)
- 보이즈 게임 (KBS) - 엠마(로라 리건)
- 볼케이노 (KBS) - 제이(재클린 킴)
- 봉쥬르 무슈 슐로미 (KBS) - 어머니
- 부메랑 (KBS)
- 부모님이 휴가가던 해 (KBS) - 한나 (다니엘라 파이프직)
- 북경 자전거 (KBS)
- 죽기 아니면 까무러치기 (SBS)
- 브레이브 하트 (KBS) - 어린 윌레스 (제임스 로빈슨)
- 브리짓 존스의 일기 (KBS) - 퍼페추어 (펠리시티 몬타그)
- 블래스트 (SBS)
- 비커밍 제인 (KBS) - 루시 엄마(엘리노어 매쓰번)
- 빌리 엘리어트 (KBS) - 마이클 (스튜어트 웰스)
- 샤인 (KBS) - 수지 (대니엘 콕스)
- 섀도우 (KBS) - 파사 (자클리나 스테프코프스카)
- 성월동화 (KBS) - 아제
- 소림축구 (KBS) - 만두가게 주인(서미나)
- 소공녀(KBS) - 여왕(베릴 머서)
- 소비버 탈출 (SBS)
- 숲 속의 눈동자 (KBS)
- 쉘 위 댄스 (KBS) - 스기야마 부인 (나카무라 아야노)
- 스미스씨 워싱턴에 가다(KBS) - 스미스의 어머니(벨루아 본디)
- 스카우트 (KBS)
- 스텝맘 (KBS) - 프랭클린 부인(메리 루이스 윌슨)
- 스튜어트 리틀 (KBS)
  - 스튜어트 리틀 2 (KBS) - 윌(마크 존 제퍼리스) / 윌 엄마(아멜리아 마셜)
- 신과 함께 가라 (KBS)
- 십계 (KBS) - 비티아(니나 포치)
- 쌍룡회 (KBS)
- 아문센 (KBS) - 여교수
- 알비노 엘리게이터 (KBS)
- 아빠 수업 (KBS)
- 아마겟돈 (KBS) - 제니퍼 와츠(제시카 스틴) / 데니스(주디스 호그)
- 아이들의 훈장 (KBS)
- 양축 (KBS) - 축 부인
- 어둠속의 8일 (KBS)
- 어쌔신 (SBS)
- 에딘버러시의 영웅(KBS) - 맥파랜드 부인(사라 올굿)
- 에블린 (KBS) - 버나데트 (줄리아나 마굴리스)
- 엑소시스트(SBS) -  윌리(지나 페트러쉬카) / 카라스의 어머니(바시리키 마리아로스)
- 여름연가 (KBS) - 로지
- 영웅 알베르 (KBS)
- 영웅본색 (SBS) - 직원
- 왝 더 독 (KBS) - 그레이스 (수지 플랙슨)
- 웨어 더 머니 이즈 (KBS) - 테틀로 (앤 피토니악)
- 위대한 유산 (KBS) - 켈리
- 음식남녀 (KBS) - 가진 (양귀미)
- 이연걸의 소림오조 (SBS) - 마대인의 아들의 친구(이병뢰)
- 쟈니 핸섬 (SBS) - 도나 (엘리자베스 맥고번)
- 제이콥의 거짓말 (KBS)
- 존 말코비치 되기 (KBS) - 플로리스 (메리 케이 플레이스)
- 존 큐 (KBS) - 드니스 (킴벌리 엘리스)
- 죽음의 씨앗 (KBS)
- 죽음의 터널 (KBS)
- 책상 서랍 속의 동화 (KBS) - 학생(손지매)
- 처키의 신부 (KBS) - 티파니 (제니퍼 틸리)
- 천국의 맞은편 (KBS)
- 천국의 속삭임 (KBS) - 선생님(쥬시 메를리)
- 카틴 (KBS) - 안나 (마야 오스타체브스카)
- 칼리의 열 번째 여름 (KBS) - 발토
- 킬러가 보낸 편지 (KBS)
- 태극권 (KBS) - 유공공의 동생(조혜령)
- 툼 스톤 (KBS) - 케이트 (요안나 파추와)
- 펭 슈이 (KBS)
- 풍운 (KBS) - 공자
- 프로텍터 (KBS) - 로라
- 프리쳐스 와이프 (KBS) - 안나 (마르셀라 로워리)
- 해리포터와 불의 잔 (SBS)
- 헌티드 (KBS) - 아이린 (레슬리 스테판슨)
- 화성아이, 지구아빠 (KBS) - 선생님(비벌리 브루어)
- E.T. (KBS)
- LA 컨피덴셜 (KBS) - 라나 터너(브렌다 바크) / 수잔의 어머니(그웬더 디콘)
- 소림 36동자 (SBS)

### 방송
- KBS 무대 10년(아빠의 무모한 도전) (KBS 제2라디오)
- KBS 무대 10년(돌아온 봄날) (KBS 제2라디오)
- KBS 무대 10년(익숙한 곳에서 길찾기) (KBS 제2라디오)
- KBS 무대 10년(아빠는 출장중) (KBS 제2라디오)
- 소설극장(사랑을 선택하는 특별한 기준) (KBS 라디오)

### 인터넷
- 유령주식회사 (세이캐스트) - 화심녀

### 게임
- 파랜드 심포니 - 아이샤/루크
- 은하자양강장 무타쥬스 - 피요
- 소녀 마법사 레네트 - 페르

## 같이 보기
- 한국방송 성우극회